# مهران عالیقدر
مهران عالیقدر (زاده ۳ خرداد ۱۳۶۸ در تبریز) بازیکن فوتسال اهل ایران است که  برای تیم فوتسال کراپ الوند در لیگ برتر فوتسال ایران بازی می‌کند و سابقه حضور در تیم ملی فوتسال ایران را هم در کارنامه خود دارد.
او در دوران حضورش در تیم ملی فوتسال ایران تجربه قهرمانی در جام ملت‌های فوتسال آسیا را در کارنامه خود دارد و همچنین در جام جهانی فوتسال هم به مدال برنز دست پیدا کرده است. عالیقدر در لیگ برتر فوتسال ایران سابقه بازی برای تیم‌های صدرای شیراز، ملی‌حفاری اهواز، گیتی‌پسند اصفهان، تاسیسات دریایی تهران و کراپ الوند را دارد.

## افتخارات بین المللی
- قهرمانی در جام ملت‌های فوتسال آسیا (ازبکستان ۲۰۱۶)
- قهرمانی در جام ملت‌های فوتسال آسیا (چین‌تایپه ۲۰۱۸)
- قهرمانی در مسابقات تورنمنت تایلند (تایلند 2017)
- نایب‌قهرمانی جام جهانی کوچک (برزیل ۲۰۱۵)
- نایب‌قهرمانی جام جهانی کوچک (برزیل ۲۰۱۶)
- مقام سوم جام جهانی فوتسال (کلمبیا ۲۰۱۶)

## افتخارات باشگاهی
- نائب قهرمانی در لیگ برتر فوتسال ایران  (1394-1395)
- قهرمانی در لیگ برتر فوتسال ایران  (1395-1396)
- نائب قهرمانی در لیگ برتر فوتسال ایران  (1396-1397)
- نائب قهرمانی در لیگ برتر فوتسال ایران  (1397-1398)
- نائب قهرمانی در لیگ برتر فوتسال ایران  (1398-1399)
- مقام سوم در لیگ برتر فوتسال ایران  (1399-1400)
- مقام سوم در لیگ برتر فوتسال ایران  (1400-1401)
- مقام سوم در لیگ برتر فوتسال ایران  (1401-1402)